# 吕萨克 (滨海夏朗德省)
吕萨克（法語：Lussac，法語發音：[lysak]）是法国滨海夏朗德省的一个市镇，位于该省南部，属于容扎克区。

## 地理
吕萨克（45°28'12"N, 0°28'39"W）面积1.72 平方千米，位于法国新阿基坦大区滨海夏朗德省，该省份为法国西部滨海省份，北起旺代省，西临大西洋，南至吉倫特省，东南接多爾多涅省，东北接德塞夫勒省接壤，东临夏朗德省。
与吕萨克接壤的市镇（或旧市镇、城区）包括：克利永、圣乔治-昂蒂尼亚克、圣日耳曼-德吕西尼昂。

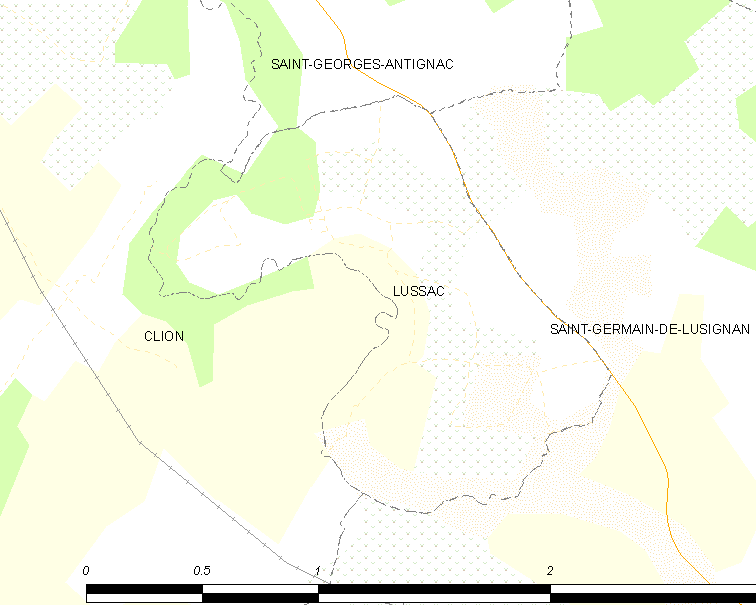
的OSM定位图

吕萨克的时区为UTC+01:00、UTC+02:00（夏令时）。

## 行政
吕萨克的邮政编码为17500，INSEE市镇编码为17215。

## 政治
吕萨克所属的省级选区为容扎克县。

## 人口

1962-2008年间人口变化图示

吕萨克于2022年1月1日时的人口数量为43人。